# Генерал Тошево (община)
Община Генерал Тошево се намира в Североизточна България и е една от съставните общини на област Добрич.

## География

### Географско положение, граници, големина
Общината е разположена в северната част на област Добрич. С площта си от 982,238 km2 заема 2-ро място сред 8-те общините на областта, което съставлява 20,81% от територията на областта. С тази си площ община Генерал Тошево е 10-ата по големина община в България. Границите ѝ са следните:
- на изток – община Шабла;
- на югоизток – община Каварна;
- на юг – община Балчик;
- на югозапад – община Добрич-селска;
- на запад – община Крушари;
- на север – Румъния.

### Релеф, води, климат
Цялата територията на общината се заема от Добруджанското плато, което е равно и изключително благоприятно за развитието на модерно земеделие и други дейности. То е слабо наклонено на север, североизток и изток и височината му в границите на общината варира между 100 и 230 m. Максималната височина на община Генерал Тошево е Голямата могила (254 m), разположена южно от село Пчеларово, на границата с община Добрич-селска. Минималната височина на общината се намира в най-източната ѝ част в суходолието Малък качамак, на границата с Румъния, при 45-а гранична пирамида, североизточна от село Бежаново – 54 m н.в.
Общата площ на обработваемата земя е 795 292 дка, а на земеделските земи 786 383 дка.
Общината е изключително бедна на повърхностно течащи води. Единствената сравнително постоянно течаща река е Красенска река, протичаща в дълбока долина в северозападната част на общината. Тя преминава през селата Пчеларово, Зограф, Узово, Градини, Сноп, Житен, Красен и Росен, след което навлиза в румънска територия. Преди границата на нея е изграден язовир „Дрян“. Освен Красенска река през територията на общината преминават и няколко по-големи суходолия, в които епизодично има водно течение, основно през пролетта. Най-голямо от тях е суходолието Малък качамак преминаващо през селата Балканци, Василево, Калина, Средина, Великово, Сираково, Сърнино, Александър Стамболийски и Бежаново, след което то също напуска пределите на България.
Климат-умереноконтиненталната климатична подобласт на европейската континентална климатична област. Средната годишна температура на въздуха: 13.5 °C. Средногодишно количество на валежите: 440 мм/m².

### Населени места
Общината се състои от 42 населени места. Списък на населените места, подредени по азбучен ред, население и площ на землищата им:
| Населено място          | Пребр. на населението през 2021 г. | Площ на землището (в км2) | Забележка (старо име) | Населено място | Пребр. на населението през 2021 г. | Площ на землището (в км2) | Забележка (старо име)              |
| Александър Стамболийски | 20                                 | 27,921                    | Сахтианлък, Симеоново | Люляково       | 298                                | 19,051                    | Карабак                            |
| Балканци                | 56                                 | 19,475                    | Юнузчулар             | Малина         | 146                                | 12,336                    | Голям Чорал                        |
| Бежаново                | 39                                 | 30,336                    | Голям качамак         | Огражден       | 4                                  | 23,591                    | Хасарлък                           |
| Василево                | 221                                | 18,557                    | Курт думан            | Петлешково     | 119                                | 22,549                    | Герзалар                           |
| Великово                | 22                                 | 15,828                    | Семизлер              | Писарово       | 45                                 | 11,633                    | Кара Язаджък                       |
| Вичово                  | 9                                  | 13,759                    | Хюсеинч кьой          | Пленимир       | 70                                 | 11,237                    | Саламан, Салман                    |
| Генерал Тошево          | 5698                               | 63,655                    | Семиз Касъм           | Преселенци     | 199                                | 31,175                    | Баш Хасарлък                       |
| Горица                  | 63                                 | 7,313                     | Орманджък             | Присад         | 269                                | 5,693                     | Хашлъджа кьой                      |
| Градини                 | 26                                 | 16,205                    | Дурбалъ               | Пчеларово      | 358                                | 26,444                    | Ели бей                            |
| Дъбовик                 | 125                                | 22,295                    | Харманлък             | Равнец         | 143                                | 9,850                     | Пири факъ                          |
| Житен                   | 126                                | 23,510                    | Чамурлу               | Рогозина       | 136                                | 26,493                    | Хасър куюсу                        |
| Зограф                  | 45                                 | 13,295                    | Касаплъ               | Росен          | 56                                 | 18,617                    | Салду алде                         |
| Изворово                | 143                                | 42,592                    | Мусубей, Чифтлик      | Росица         | 226                                | 64,615                    | Горна Саръджа                      |
| Йовково                 | 215                                | 7,937                     | Чифут куюсу           | Сираково       | 31                                 | 21,165                    | Етим ели                           |
| Калина                  | 48                                 | 21,933                    | Емирлер               | Сноп           | 69                                 | 16,440                    | Есетлии                            |
| Кардам                  | 765                                | 55,354                    | Харман куюсу          | Снягово        | 116                                | 17,676                    | Караагач, Байчево                  |
| Конаре                  | 24                                 | 12,539                    | Селим куюсу           | Спасово        | 622                                | 47,487                    | Сюлейманлък                        |
| Краище                  | 1                                  | 17,744                    | Йенидже Хайдар        | Средина        | 31                                 | 16,775                    | Орта куюсу                         |
| Красен                  | 144                                | 35,074                    | Каралъ                | Сърнино        | 33                                 | 21,524                    | Караджалар                         |
| Къпиново                | 141                                | 20,870                    | Мелеклер              | Узово          | 3                                  | 7,937                     | Узлар                              |
| Лозница                 | 14                                 | 23,849                    | Дели юсуф куюсу       | Чернооково     | 195                                | 39,909                    | Карагьоз куюсу, Черно око, Черноок |
|                         |                                    |                           |                       | ОБЩО           | 11114                              | 982,238                   | няма населени места без землища    |

## Административно-териториални промени
- след 1892 г. – с. Чауш махле е заличено без административен акт поради изселване;
- Указ № 201/обн. 02.09.1898 г. – преименува с. Ели бей на с. Пчеларово;
- указ № 462/обн. 21.12.1906 г. – преименува с. Голям качамак на с. Бежаново;

– преименува с. Курт думан на с. Василево;
– преименува с. Семизлер на с. Великово;
– преименува с. Хюсеинч кьой на с. Вичово;
– преименува с. Орманджик на с. Горица;
– преименува с. Емирлер на с. Калина;
– преименува с. Араклар на с. Крушово;
– преименува с. Кара бъкъ на с. Лиляково;
– преименува с. Голям Чорал на с. Малиново;
– преименува с. Кара Язъджик на с. Писарово;
– преименува с. Мурфатча на с. Предел;
– преименува с. Баш Хасърлък на с. Преселенци;
– преименува с. Хасър куюсу на с. Рогозина;
– преименува с. Сахтианлък на с. Симеоново;
– преименува с. Етим ели на с. Сираково;
– преименува с. Сюлейманлък на с. Спасово;
– преименува с. Орта куюсу на с. Средина;
– преименува с. Караджалар на с. Черно око;
– преименува с. Карагьоз куюсу на с. Горица;
- периода 1913 – 1940 г. – селата Малджилар и Шах Вели (Шах Вели махле) са изселени под румънска власт.
- МЗ № 2191/обн. 27.06.1942 г. – преименува с. Хасанча (Хасанджа) на с. Асеновец;

– преименува с. Кара агач на с. Байчево;
– преименува с. Юнузчулар (Юлусчолар) на с. Балканци;
– преименува с. Богданлии (Богдайли, Богдалии) на с. Белоклас;
– преименува с. Касъм кьой (Касъм) на с. Генерал Тошево;
– преименува с. Горно Мусу бей (Мусу бей) на с. Горен извор;
– преименува с. Поряз на с. Горняк;
– преименува с. Дурбалии (Дорбали) на с. Градини;
– преименува с. Негрени на с. Добромирци;
– преименува с. Долно Мусу бей (Мусу бей чифлик махле) на с. Долен извор;
– преименува с. Дурасии на с. Дрян;
– преименува с. Харманлък на с. Дъбовик;
– преименува с. Чамурлии (Богдайлъ Чамурлии) на с. Житен;
– преименува с. Касаплии на с. Зограф;
– преименува с. Чифут куюсу на с. Йовково;
– преименува с. ОМелеклер на с. Капиново;
– преименува с. Харман куюсу на с. Кардам;
– преименува с. Селим куюсу на с. Конаре;
– преименува с. ОЕнидже Хайдар на с. Краище;
– преименува с. Каралии на с. Красен;
– преименува с. Дели Юсуф куюсу на с. Лозница;
– преименува с. Малиново на с. Малина;
– преименува с. Мирча вода на с. Малки Кардам;
– преименува с. Мамуч кьой (Момуч кьой, Мумуч кьой) на с. Маловец;
– преименува с. Хасърлък на с. Огражден;
– преименува с. Чобан куюсу на с. Пастир;
– преименува с. Герзалар на с. Петлешково;
– преименува с. Саламан (Салман) на с. Пленимир;
– преименува с. Хашлъджа кьой на с. Присад;
– преименува с. Пири факъ на с. Равнец;
– преименува с. Салду Алде на с. Росен;
– преименува с. Саръджа (Горна Саръджа) на с. Росица;
– преименува с. Айдън бей на с. Светлик;
– преименува с. Есетлии на с. Сноп;
– преименува с. Кара дурмуш на с. Снягово;
– преименува с. Узлар на с. Узово;
– преименува с. Черно око на с. Черноок;
– преименува с. Неби куюсу на с. Яснец;
- МЗ № 2736/обн. 27.04.1945 г. – преименува с. Черноок на с. Чернооково;
- МЗ № 5530/обн. 17.09.1947 г. – преименува с. Симеоново на с. Александър Стамболийски;
- Указ № 317/обн. 13.12.1955 г. – заличава селата Малки Кардам и Яснец и ги присъединява като квартали на с. Кардам;
- Указ № 369/обн. 25.10.1958 г. – заличава с. Маловец и го присъединява към с. Генерал Тошево;

– заличава селата Предел и Снягово поради изселване;
- Указ № 513/обн. 24.11.1959 г. – заличава с. Крушово и го присъединява като квартал на с. Сираково;
- Указ № 582/обн. 29.12.1959 г. – обединява селата Горен извор, Добромирци и Долен извор в едно населено място – с. Изворово;

– заличава с. Белоклас и го присъединява като квартал на с. Красен;
- Указ № 38/обн. 02.02.1960 г. – признава с. Генерал Тошево за гр. Генерал Тошево;
- Указ № 5/обн. 8 януари 1963 г. – заличава с. Горица и го присъединява като квартал на с. Преселенци;

– заличава селата Горняк и Дрян поради изселване;
– заличава с. Пастир и го присъединява като квартал на гр. Генерал Тошево;
– заличава с. Светлик и го присъединява като квартал на с. Къпиново;
- Указ № 704/обн. 01.11.1963 г. – преименува с. Байчево на с. Снягово;
- Указ № 960/обн. 4 януари 1966 г. – отстранява грешката в името на с. Капиново на с. Къпиново;

– отстранява грешката в името на с. Лиляково на с. Люляково;
- Указ № 202/обн. 02.03.1976 г. – заличава с. Асеновец и го присъединява като квартал на с. Росица;
- Указ № 970/обн. 04.04.1986 г. – отделя кв. Горица от с. Преселенци и го обявява за с. Горица;

## История
Миналото на община Генерал Тошево не е изучено. Единствени исторически сведения за нейното минало са археологическите материали. Те не са многобройни, но дават основание да се твърди, че общината има богата история.
При с. Горица е намерена каменна брадва-чук с отвор за дръжка от каменно-медната епоха от VI-IV век пр.н.е. При с. Спасово са открити останки от гетски селища. Също край Спасово при голямата могила е открито кръгло, каменно (навярно култово) тракийско съоръжение, свързано с вярата на траките и с издигането на слънцето в култ. От времето на гетите са намирани и други находки, като амфори с печати и др.
При с. Красен е открита колона и фрагмент от паметник с гръцки надпис и уникална слонова кост, която свидетелства за съхранението на вярата в тракийското божество Хероса. Ръката е с височина 11 см. и с пръстите си държи орех. Датира от VII-VI век пр.н.e. В черупката на ореха има изображение на тракийски конник, който държи копие, насочено срещу мечка, която е изобразена реалистично. Тази находка е шедьовър на античното изкуство. Друга такава култова ръка обаче не е известна нито в нашата, нито в други страни. Уникатът е намерен при строеж на ледница. Заедно с него е разкрита трако-римска керамика. Това е основанието да се счита, че при Красен е имало селище от римската епоха.
В района на Преселенци, където се е намирала голяма римска крепост, е намерена фрагментирана тракийска мраморна оброчна плочка и бронзова статуетка на Херакъл. Статуетката е добре запазена. На нея е изобразен, явно по копие, голям гръцки герой, който извършил 12 подвига и си спечелил безсмъртие. В местността Юртлука край Люляково е намерена оброчна плочка на Херакъл, изработена от дребнозърнест мрамор с четвъртита форма. Въз основа на стиловите белези се предполага, че Херакъл край Люляково датира от края на VII-VI век пр.н.е. Други източници посочват, че същият Херакъл е от периода II-III в.
От всички материали най-голям интерес представлява Каменната колона от VI в., употребена вторично. Върху трите и открити страни са нанесени рунически и други знаци. Колоната е намерена при село Красен. Тя се намира се в музея в Букурещ и като архитектурен детайл е публикувана отдавна от румънския учен В. Първан. Според начина на врязваните знаци те са нанесени на 3 етапа, но no форма те се разделят на 2 групи – знаци, които изобразяват геометрични фигури, и знаци, които означават букви от руническото писмо на номадските племена.

## Население

### Етнически състав
Преброяване на населението през 2011 г.
Численост и дял на етническите групи според преброяването на населението през 2011 г., по населени места (подредени по численост на населението):
| Населено място          | Численост | Численост | Численост | Численост | Численост | Численост           | Численост     | Населено място          | Дял (в %) | Дял (в %) | Дял (в %) | Дял (в %) | Дял (в %)           | Дял (в %)     |
| Населено място          | Общо      | Българи   | Турци     | Цигани    | Други     | Не се самоопределят | Не отговорили | Населено място          | Българи   | Турци     | Цигани    | Други     | Не се самоопределят | Не отговорили |
| Общо                    | 15097     | 10619     | 1270      | 1811      | 233       | 99                  | 1065          | 100,00                  | 70,33     | 8,41      | 11,99     | 1,54      | 0,65                | 7,05          |
| ----------------------- | --------- | --------- | --------- | --------- | --------- | ------------------- | ------------- | ----------------------- | --------- | --------- | --------- | --------- | ------------------- | ------------- |
| Генерал Тошево          | 6928      | 5821      | 157       | 447       | 22        | 17                  | 464           | Генерал Тошево          | 84,02     | 2,26      | 6,45      | 0,31      | 0,24                | 6,69          |
| Александър Стамболийски | 30        | 27        | 0         | 0         | 0         | 0                   | 3             | Александър Стамболийски | 90,00     | 0,00      | 0,00      | 0,00      | 0,00                | 10,00         |
| Балканци                | 69        | 61        | 0         | 6         | 0         | 0                   | 2             | Балканци                | 88,40     | 0,00      | 8,69      | 0,00      | 0,00                | 2,17          |
| Бежаново                | 60        | 39        |           | 18        |           |                     | 0             | Бежаново                | 65,00     |           | 30,00     |           |                     | 0,00          |
| Василево                | 347       | 112       | 21        | 165       | 6         | 3                   | 40            | Василево                | 32,27     | 6,05      | 47,55     | 1,72      | 0,86                | 11,52         |
| Великово                | 42        | 17        | 22        | 0         |           |                     | 2             | Великово                | 40,47     | 52,38     | 0,00      |           |                     | 4,76          |
| Вичово                  | 30        | 24        | 5         | 0         | 0         | 0                   | 1             | Вичово                  | 80,00     | 16,66     | 0,00      | 0,00      | 0,00                | 3,33          |
| Горица                  | 107       | 16        | 46        | 12        | 0         | 3                   | 30            | Горица                  | 14,95     | 42,99     | 11,21     | 0,00      | 2,80                | 28,03         |
| Градини                 | 48        | 48        | 0         | 0         | 0         | 0                   | 0             | Градини                 | 100,00    | 0,00      | 0,00      | 0,00      | 0,00                | 0,00          |
| Дъбовик                 | 160       | 111       |           |           | 7         |                     | 40            | Дъбовик                 | 69,37     |           |           | 4,37      |                     | 25,00         |
| Житен                   | 191       | 165       | 0         | 20        | 0         | 0                   | 6             | Житен                   | 86,38     | 0,00      | 10,47     | 0,00      | 0,00                | 3,14          |
| Зограф                  | 119       | 80        | 22        | 4         | 0         | 13                  | 0             | Зограф                  | 67,22     | 18,48     | 3,36      | 0,00      | 10,92               | 0,00          |
| Изворово                | 270       | 252       | 0         | 11        | 0         | 4                   | 3             | Изворово                | 93,33     | 0,00      | 4,07      | 0,00      | 1,48                | 1,11          |
| Йовково                 | 292       | 20        | 234       | 0         |           |                     | 0             | Йовково                 | 6,84      | 80,13     | 0,00      |           |                     | 0,00          |
| Калина                  | 66        | 63        | 0         | 0         |           |                     | 2             | Калина                  | 95,45     | 0,00      | 0,00      |           |                     | 3,03          |
| Кардам                  | 1019      | 935       | 19        | 28        | 12        | 0                   | 25            | Кардам                  | 91,75     | 1,86      | 2,74      | 1,17      | 0,00                | 2,45          |
| Конаре                  | 48        | 48        | 0         | 0         | 0         | 0                   | 0             | Конаре                  | 100,00    | 0,00      | 0,00      | 0,00      | 0,00                | 0,00          |
| Краище                  | 8         | 6         | 0         | 0         | 0         | 0                   | 2             | Краище                  | 75,00     | 0,00      | 0,00      | 0,00      | 0,00                | 25,00         |
| Красен                  | 261       | 251       | 3         |           | 0         |                     | 6             | Красен                  | 96,16     | 1,14      |           | 0,00      |                     | 2,29          |
| Къпиново                | 203       | 78        | 53        | 4         | 67        | 0                   | 1             | Къпиново                | 38,42     | 26,10     | 1,97      | 33,00     | 0,00                | 0,49          |
| Лозница                 | 13        | 10        | 0         | 3         | 0         | 0                   | 0             | Лозница                 | 76,92     | 0,00      | 23,07     | 0,00      | 0,00                | 0,00          |
| Люляково                | 526       | 251       | 53        | 109       | 19        | 0                   | 94            | Люляково                | 47,71     | 10,07     | 20,72     | 3,61      | 0,00                | 17,87         |
| Малина                  | 199       | 129       | 53        | 9         | 3         | 0                   | 5             | Малина                  | 64,82     | 26,63     | 4,52      | 1,50      | 0,00                | 2,51          |
| Огражден                | 4         | 4         | 0         | 0         | 0         | 0                   | 0             | Огражден                | 100,00    | 0,00      | 0,00      | 0,00      | 0,00                | 0,00          |
| Петлешково              | 200       | 152       | 6         | 0         | 0         | 31                  | 11            | Петлешково              | 76,00     | 3,00      | 0,00      | 0,00      | 15,50               | 5,50          |
| Писарово                | 78        | 54        | 8         | 0         | 0         | 0                   | 16            | Писарово                | 69,23     | 10,25     | 0,00      | 0,00      | 0,00                | 20,51         |
| Пленимир                | 89        | 69        | 6         | 7         | 5         | 0                   | 2             | Пленимир                | 77,52     | 6,74      | 7,86      | 5,61      | 0,00                | 2,24          |
| Преселенци              | 274       | 230       | 22        | 7         | 10        | 4                   | 1             | Преселенци              | 83,94     | 8,02      | 2,55      | 3,64      | 1,45                | 0,36          |
| Присад                  | 425       | 67        | 14        | 340       | 0         | 4                   | 0             | Присад                  | 15,76     | 3,29      | 80,00     | 0,00      | 0,94                | 0,00          |
| Пчеларово               | 482       | 286       |           | 174       |           |                     | 6             | Пчеларово               | 59,33     |           | 36,09     |           |                     | 1,24          |
| Равнец                  | 244       | 93        | 29        | 113       |           |                     | 8             | Равнец                  | 38,11     | 11,88     | 46,33     |           |                     | 3,27          |
| Рогозина                | 150       | 33        | 68        | 17        |           |                     | 30            | Рогозина                | 22,00     | 45,33     | 11,33     |           |                     | 20,00         |
| Росен                   | 84        | 69        | 0         | 5         | 0         | 0                   | 10            | Росен                   | 82,14     | 0,00      | 5,95      | 0,00      | 0,00                | 11,90         |
| Росица                  | 364       | 206       | 125       | 29        | 0         | 0                   | 4             | Росица                  | 56,59     | 34,34     | 7,96      | 0,00      | 0,00                | 1,09          |
| Сираково                | 60        | 35        | 7         | 15        |           |                     | 0             | Сираково                | 58,33     | 11,66     | 25,00     |           |                     | 0,00          |
| Сноп                    | 115       | 112       | 0         | 0         | 3         | 0                   | 0             | Сноп                    | 97,39     | 0,00      | 0,00      | 2,60      | 0,00                | 0,00          |
| Снягово                 | 185       | 8         | 139       | 11        | 0         | 0                   | 27            | Снягово                 | 4,32      | 75,13     | 5,94      | 0,00      | 0,00                | 14,59         |
| Спасово                 | 895       | 366       | 124       | 172       | 30        | 12                  | 191           | Спасово                 | 40,89     | 13,85     | 19,21     | 3,35      | 1,34                | 21,34         |
| Средина                 | 58        | 20        | 4         | 32        |           |                     | 0             | Средина                 | 34,48     | 6,89      | 55,17     |           |                     | 0,00          |
| Сърнино                 | 62        | 44        | 6         | 10        |           |                     | 0             | Сърнино                 | 70,96     | 9,67      | 16,12     |           |                     | 0,00          |
| Узово                   | 15        | 9         | 5         | 0         |           |                     | 0             | Узово                   | 60,00     | 33,33     | 0,00      |           |                     | 0,00          |
| Чернооково              | 277       | 198       |           | 41        | 3         |                     | 33            | Чернооково              | 71,48     |           | 14,80     | 1,08      |                     | 11,91         |

### Вероизповедания
Численост и дял на населението по вероизповедание според преброяването на населението през 2011 г.:
|                     | Численост | Дял (в %) |
| Общо                | 15 097    | 100,00    |
| Православие         | 8 553     | 56,65     |
| Католицизъм         | 56        | 0,37      |
| Протестантство      | 78        | 0,51      |
| Ислям               | 1 747     | 11,57     |
| Друго               | 12        | 0,07      |
| Нямат               | 511       | 3,38      |
| Не се самоопределят | 973       | 6,44      |
| Непоказано          | 3 167     | 20,97     |

## Икономика
Друг важен приоритет на общината е икономическото развитие на района. Като типично земеделски край притежава добре развито селско стопанство и в по-малка степен промишленост. През последните години развитие получи хранително-вкусовата промишленост, свързана с преработка на селскостопанска продукция. Изградиха се малки и средни предприятия за производство на месни консерви, сирене, олио, колбаси и други. В по-слаба степен са представени машиностроенето, дървообработването и керамичната.
Община Генерал Тошево заема благоприятно положение на газопровода Русия-България. От четири години има приета програма за газификация на обекти с общинско значение и е в ход нейното изпълнение. Започнало е и газифицирането и в частни домове. За целта е учредено смесено дружество „Добруджа-газ“ ООД с общинско участие.
На 5 км. от гр. Генерал Тошево се намира Институтът по пшеница и слънчоглед, основан през 1951 година. Той се специализира като национално изследователско учреждение по селекция на пшеница и слънчоглед и разработване на промишлени технологии за тези култури.
Общината притежава добри горски масиви. Общо горските територии са 70 хил. дка. Традиционен отрасъл е земеделието. Общо обработваема земя е 795 хил. дка. Основните култури, застъпени в общината, са зърнено-житните – пшеница, царевица, както и маслодайни – слънчоглед, рапица.

## Транспорт
През средата на общината, от югозапад на североизток преминава последният участък от 22,4 km от жп линията Разделна – Добрич – Кардам.
През общината преминават изцяло или частично 8 пътя от Републиканската пътна мрежа на България с обща дължина 154,9 km:
- последният участък от 21,5 km от Републикански път II-29 (от km 60,8 до km 82,3);
- началният участък от 23,7 km от Републикански път III-296 (от km 0 до km 23,7);
- целият участък от 36,8 km от Републикански път III-2903;
- началният участък от 28,9 km от Републикански път III-2904 (от km 0 до km 28,9);
- последният участък от 4,7 km от Републикански път III-2932 (от km 12,2 до km 16,9);
- последният участък от 8,5 km от Републикански път III-2963 (от km 12,7 до km 21,2);
- последният участък от 7,1 km от Републикански път III-9002 (от km 23,5 до km 30,6);
- последният участък от 23,7 km от Републикански път III-9701 (от km 13,3 до km 37,0).

## Топографска карта
- Лист от карта K-35-8. Мащаб: 1 : 100 000.
- Лист от карта K-35-9. Мащаб: 1 : 100 000.
- Лист от карта K-35-20. Мащаб: 1 : 100 000.
- Лист от карта K-35-21. Мащаб: 1 : 100 000.